# Chiesa del Carmine (Monselice)
La chiesa del Carmine, citata anche come chiesa dei Carmini o chiesa della Madonna del Carmine, è un edificio religioso sconsacrato sito a Monselice, comune in provincia di Padova posto all'apice meridionale nel parco regionale dei Colli Euganei. Non è da confondere con la chiesa della Madonna del Carmine, sede parrocchiale, in località (o quartiere) Montericco e sorta nel XX secolo.
La chiesa, dedicata a Nostra Signora del Monte Carmelo, uno dei titoli mariani attribuiti a Maria, madre di Gesù Cristo, che vengono utilizzati nel culto cristiano, venne edificata all'esterno delle mura perimetrali dell'abitato, sulla strada che lo collegava al porto fluviale sul canale Bisatto, nei pressi del quale sorgeva, tra Colle della Rocca e Monte Ricco, e che proseguiva fino ad Arquà Petrarca.
Il piccolo edificio religioso, che è principalmente caratterizzato dalla facciata di gusto neoclassico e dal piccolo campanile a merlatura ghibellina, si presenta con l'aspetto dovuto all'ultima ristrutturazione della fine del XVIII secolo, tuttavia sono citate almeno due strutture di epoca precedente, una del XV secolo, identificabile o con un oratorio dedicato alla Natività di Maria o con una chiesa con annesso convento intitolata a Santa Maria del Pilastro, mentre è più certa quella del fine XVI secolo, dovuta alla documentazione che ne attesta la riconsacrazione avvenuta nel 1594.

## Storia
Pur se la datazione della costruzione della prima chiesa è incerta, alcuni documenti fanno risalire all'anno 1424 l'erezione di un oratorio attiguo al convento (o monastero) carmelitano sito fuori le mura e dedicato alla Natività della Beata Vergine Maria. Benché gli storici locali non siano concordi se la sua posizione sia la medesima dell'attuale edificio, ne sono state tramandate le dimensioni, circa la metà dell'attuale chiesa, e la collocazione del campanile, eretto sul fianco sinistro e simmetricamente opposto alla posizione attuale.
Tuttavia viene citata un secondo edificio religioso, sempre annesso al convento dei carmelitani e sempre dedicato a Maria, indicato come chiesa di Santa Maria del Pilastro, dedicazione dovuta a un'immagine della Vergine Maria, alla quale si attribuivano capacità miracolose, dipinta su un pilastro collocato nel mezzo dell'aula. La chiesa sembra però essere posizionata alle pendici meridionali del Monte Ricco. Lo storico locale Celso Carturan (1875-1950) afferma che tale dipinto si tramandò sino al XIX secolo fin quando venne sostituito da una copia fedele realizzata da Pietro Bonatti nel 1880, tuttavia altre fonti ne mettono in dubbio la sequenza storica affermando che quella sostituita dal Bonatti fosse anch'essa già una copia dell'immagine originale.
Nell'anno 1594, sotto il priore Pietro Pesalava, viene ricordata la riconsacrazione della chiesa ad opera del vescovo di Adria Lorenzo Laureti, documento che riporta anche la descrizione dell'edificio, affrescato all'interno, di dimensioni invariate rispetto al secolo precedente e dotato di campanile, ovviamente ricostruito in quanto posizionato dove si trova l'attuale, e all'interno di cappelle laterali. Questa costruzione rimase inalterata nel secolo successivo, tuttavia risentì delle conseguenze dell'allontanamento dei monaci a seguito della bolla Instaurandae regularis disciplinae emanata da papa Innocenzo X in data 15 ottobre 1652, documento che imponeva la chiusura ai piccoli conventi e la cessione dei beni alla diocesi di appartenenza, oltre che essere coinvolta da incendi. Dopo la soppressione del convento i beni immobili vennero acquistati dalla famiglia Catti, di seguito ereditati dalla famiglia Giacomazzi.
Furono questi ultimi che decisero di avviare l'ultima riorganizzazione dell'edificio, datata 1791, modificandone l'aspetto a quello attuale.
All'inizio del XX secolo la chiesa ritornò di proprietà della diocesi di Padova e riaperta al culto. Venne officiata fino al 1953, anno in cui se ne decise la sconsacrazione.

## Descrizione
L'edificio, con pianta a navata unica, sorge con orientamento approssimativamente est-ovest affiancando via Trento Trieste verso il canale Bisatto.

### Esterno
La facciata, preceduta da un piccolo sagrato che si chiude a pianta triangolare, e realizzata in laterizio intonacato, è di impostazione neoclassica, caratterizzata dalla presenza di quattro lesene doriche poggiate su alti basamenti che la dividono in tre parti. La centrale integra il sobrio portale, sormontato da un frontone circolare e dove tra i due è presente l'iscrizione indulgenza plenaria. La parte superiore, divisa dalla sottostante da una cornice marcapiano con elementi in cotto, è completata da un frontone triangolare dotato di semplice cornice in cotto, con rilevi e un falso oculo, al di sopra del quale sono collocate tre statue raffiguranti la Madonna del Carmelo, santa Teresa d'Avila e santa Maria Maddalena de' Pazzi.